# Graffiacane

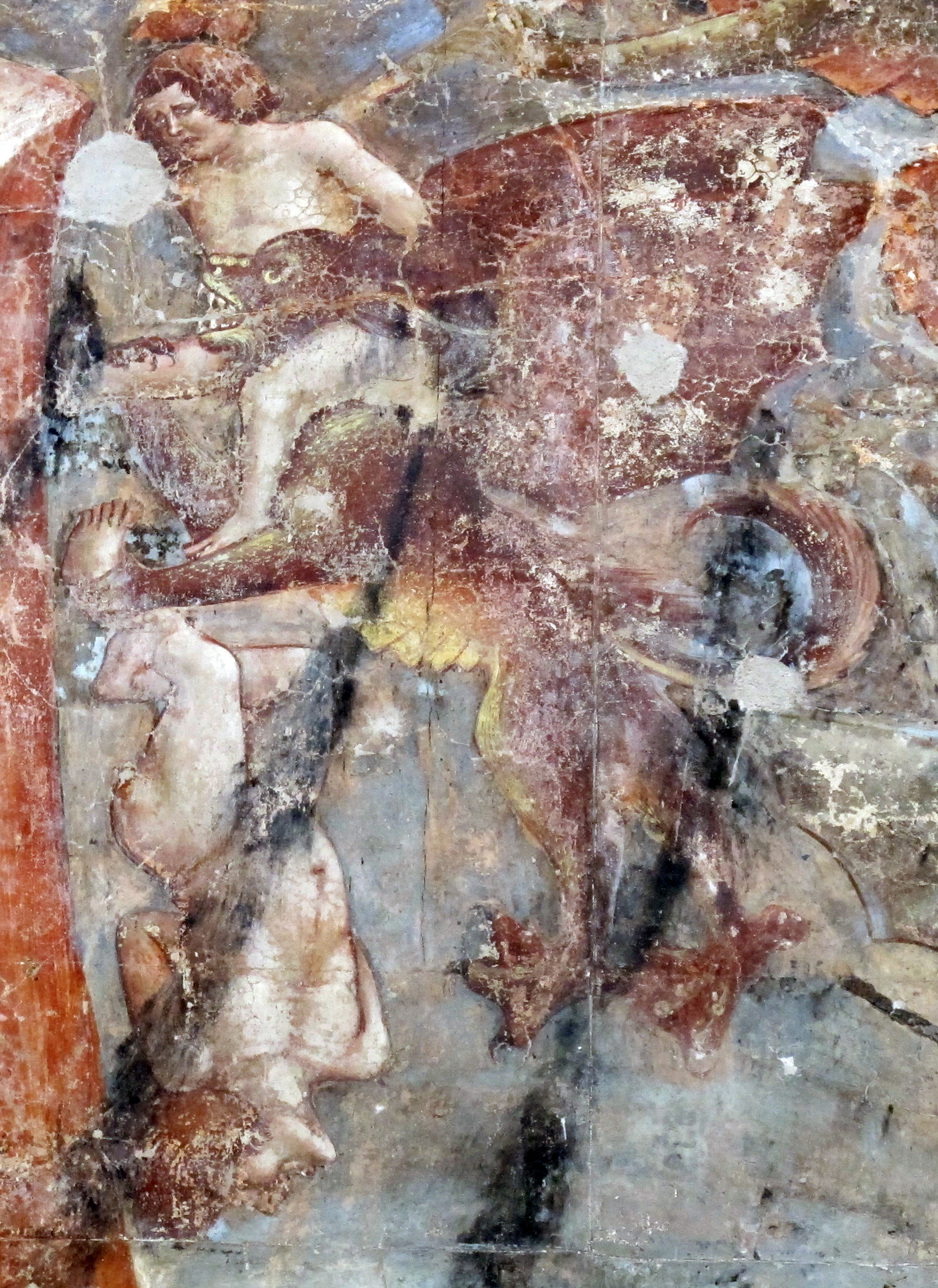
Diavolo nel Trionfo della morte di Buffalmacco, Pisa (1336-41)

Graffiacane è un diavolo inventato da Dante Alighieri, che lo inserisce tra I Malebranche, la diabolica truppa di demoni protagonista di un curioso episodio dell'Inferno (Canti XXI, XXII e XXIII). Essi creano con le loro grottesche figure una parentesi dallo stile tipicamente comico che è molto rara nell'opera dantesca e rappresenta una preziosissima testimonianza di come il grande poeta sapesse adattare con duttilità la sua poesia ai più svariati generi.
Il suo nome è un chiaro riferimenti ai suoi artigli e alla natura animalesca che lo fa probabilmente assomigliare a un cagnaccio (cfr. Cagnazzo e il nome stesso del gruppo "Malebranche" che significa qualcosa come artigli malvagi).  In Toscana esisteva anche una famiglia di nome Raffacani.
Egli viene chiamato da Malacoda, il capo di questo gruppo di diavoli, tra la decina di diavoli per la scorta (inutile e non richiesta) che egli assegna a Dante e Virgilio per il passaggio della bolgia dei barattieri (puniti tramite immersione nella pece bollente) alla ricerca di un nuovo ponte da attraversare, dopo aver scoperto che quello più diretto era crollato, che, si scoprirà solo alla fine del XXIII Canto, in verità non esiste.
li arruncigliò le 'mpegolate chiome

e trassel sù, che mi parve una lontra.»
(Inf. XXII, vv. 34-36)
Graffiacane è il diavolo che pesca su l'anima di un dannato che non è nascosta nella pece bollente, a  differenza di tutte le altre, al passaggio dei diavoli in marcia. È protagonista quindi di una sola terzina e il suo ruolo è alquanto marginale: egli serve solo infatti a dare corpo al gruppo dei diavoli col suo curioso nome, che, non ultima delle ipotesi, è facilmente rimabile infatti viene nominato a fin di verso durante l'appello di Malacoda.